# Champsochromis
Champsochromis (von griechisch: „champsai“ = Krokodil + „Chromis“ = Riffbarschgattung, in die früher auch Buntbarsche gestellt wurden) ist eine Gattung aus der Familie der Buntbarsche (Cichlidae), die im östlichen Afrika im Malawisee, teils bis in den oberen Shire River, vorkommt.

## Merkmale

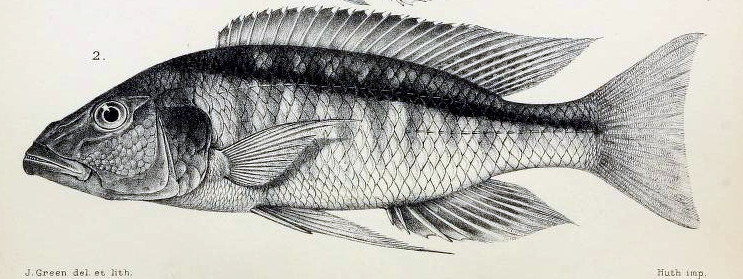
Champsochromis spilorhynchus

Champsochromis-Arten sind piscivore (fischfressende) Raubfische und erreichen Längen von etwa 30 bis 32 cm und besitzen einen stark gestreckten Körper, womit sie den Arten der Gattung Rhamphochromis ähneln. Ihre Körperlänge beträgt das 4- bis 4½fache der Körperhöhe, die Anzahl der Wirbel liegt bei 36 bis 39. An der Symphyse ist die Prämaxillare schnabelartig verbreitert. Die Zähne sind einspitzig, die der äußeren Reihe sehr groß und weit auseinanderstehend. Champsochromis-Arten sind silbrig bis bläulich gefärbt. Ein dunkler Längsstreifen erstreckt sich vom „Nacken“ bis zum oberen Bereich des Schwanzstiels. Wie fast alle Buntbarsche des Malawisees sind die Champsochromis-Arten Maulbrüter.

## Arten
- Champsochromis caeruleus (Boulenger, 1908)
- Champsochromis spilorhynchus (Regan, 1922)